# This Beautiful Republic
This Beautiful Republic fue un grupo musical de rock cristiano originario de Toledo, Ohio. La banda estaba formada por Adam Smith (guitarra), Ben Olin (vocalista), Cameron Toews (batería), Brandon Paxton (bajo) y Jeremy Kunkle (guitarra). Previamente el hermano de Adam, Andy Smith, fue el vocalista del grupo, antes de ser sustituido por Olin.
El grupo saltó a la fama después de aparecer en el programa The Logan Show el 9 de diciembre de 2006, un mes después de haber firmado con ForeFront Records. Tras haber participado en varios festivales como el Alive Festival o el Creation Festival, Ben Olin publicó en su página de Myspace que iba a dejar el grupo. En 2010 el grupo rompió las negociaciones con ForeFront y decidió pasarse a la música independiente aunque la falta de un vocalista hizo que la banda se disolviera al año siguiente, durante la grabación de su segundo EP, titulado Covers.

## Discográfica

### Álbumes
- 2007: Even Heroes Need a Parachute (ForeFront Records)
- 2008: Perceptions (ForeFront Records)

### EP
- 2007: Casting Off EP (ForeFront Records)
- 2011: Covers EP (independiente)

### Sencillos
- "Jesus to the World" (2006)
- "Going Under" (2007)
- "Right Now" (2007)
- "Black Box" (2007)
- "Learning to Fall" (2008)
- "No Turning Back" (2008)
- "Beautifully Broken" (2008)
- "Surrender Save my Life" (2009)